# Nationella Damhockeyligan 2021/2022
Nationella Damhockeyligan 2021/2022 är Sveriges näst högsta liga i ishockey för damer och består av fyra regionala grundserier som kallas Damettan, två slutspelsserier med namnet Damhockeyallsvenskan samt playoff. Totalt deltog 24 lag efter att Skövde IK dragit sig ur. Damettan administreras lokalt inom Svenska Ishockeyförbundet och kan därför ha olika upplägg och regler i olika regioner medan damhockeyallsvenskan administreras av förbundet.

## Deltagande lag
| Damettan Södra |
| --- |
| Hovås HC · Hvidovre IK · IF Malmö Redhawks · IF Troja-Ljungby · Karlskrona HK · Linköping HC (B) · Trollhättefallens HC · |

| Damettan Västra                                             |
| ----------------------------------------------------------- |
| Färjestad BK Sandvikens IK SHK Hockey Västerås IK Örebro HK |

| Damettan Östra                                                                                      |
| --------------------------------------------------------------------------------------------------- |
| AIK (B) Almtuna IS Hammarby IF Haninge Anchors HC Kallhälls IF SDE HF (B) Södertälje SK Tullinge TP |

| Damettan Norra                                    |
| ------------------------------------------------- |
| IF Björklöven Modo Hockey Luleå HF Skellefteå AIK |

### Region Norr
De två främsta lagen gick vidare till Damhockeyallsvenskan. Några matcher ställdes in p.g.a. Coronapandemin så serien spelades inte färdigt.
Damettan Norra
| Nr | Lag            | S  | V | ÖV | ÖF | F  | GM | IM | MS  | P  |
| -- | -------------- | -- | - | -- | -- | -- | -- | -- | --- | -- |
| 1  | Skellefteå AIK | 17 | 8 | 5  | 1  | 3  | 44 | 24 | +20 | 35 |
| 2  | Modo Hockey    | 15 | 9 | 1  | 3  | 2  | 49 | 36 | +13 | 32 |
| 3  | IF Björklöven  | 16 | 5 | 1  | 3  | 7  | 38 | 45 | −7  | 20 |
| 4  | Luleå HF       | 16 | 1 | 2  | 2  | 11 | 28 | 54 | −26 | 9  |

Tabelldata är hämtade från Svenska Ishockeyförbundet.

### Region Väst
Damettan Västra
Serien spelades med seriemetoden, d.v.s. alla matcher skulle avgöras och vid oavgjort förlängdes matchen till första målet och om förlängningen slutade oavgjord genomfördes en straffläggning för att avgöra matchen. De två främsta lagen blev kvalificerade för Damhockeyallsvenskan medan lag 3 och 4 fick mötas i playoff till regionalt förkval. Lag fem gick vidare till kvalserie till Damettan. Segraren i playoff till regionalt förkval (SHK Hockey) gick vidare till Regional förkvalsserie.
| Nr | Lag           | S  | V  | ÖV | ÖF | F  | GM | IM | MS  | P  |
| -- | ------------- | -- | -- | -- | -- | -- | -- | -- | --- | -- |
| 1  | Färjestad BK  | 12 | 10 | 1  | 0  | 1  | 63 | 15 | +48 | 32 |
| 2  | Sandvikens IK | 12 | 10 | 0  | 1  | 1  | 73 | 22 | +51 | 31 |
| 3  | SHK Hockey    | 12 | 4  | 0  | 0  | 8  | 29 | 53 | −24 | 12 |
| 4  | Västerås IK   | 12 | 4  | 0  | 0  | 8  | 22 | 58 | −36 | 12 |
| 5  | Örebro HK     | 12 | 1  | 0  | 0  | 11 | 22 | 61 | −39 | 3  |

Tabelldata är hämtade från Svenska Ishockeyförbundet.
Playoff till Regionalt förkval
| 1     | 5 februari 2022 | SHK Hockey              | 3–2                     | Västerås IK             | PEK hallen |            |
| 17:00 | 17:00           | (0–0, 2–1, 1–1) Rapport | (0–0, 2–1, 1–1) Rapport | (0–0, 2–1, 1–1) Rapport | Publik: 74 | Publik: 74 |
| 17:00 | 17:00           |                         |                         |                         | Publik: 74 | Publik: 74 |
| 17:00 | 17:00           |                         |                         |                         | Publik: 74 | Publik: 74 |
| 17:00 | 17:00           |                         |                         |                         | Publik: 74 | Publik: 74 |
| 17:00 | 17:00           |                         |                         |                         | Publik: 74 | Publik: 74 |
| 17:00 | 17:00           |                         |                         |                         | Publik: 74 | Publik: 74 |

| 2     | 12 februari 2022 | Västerås IK             | 0–7                     | SHK Hockey              | ABB Arena Nord |            |
| 13:30 | 13:30            | (0–4, 0–2, 0–1) Rapport | (0–4, 0–2, 0–1) Rapport | (0–4, 0–2, 0–1) Rapport | Publik: 58     | Publik: 58 |
| 13:30 | 13:30            |                         |                         |                         | Publik: 58     | Publik: 58 |
| 13:30 | 13:30            |                         |                         |                         | Publik: 58     | Publik: 58 |
| 13:30 | 13:30            |                         |                         |                         | Publik: 58     | Publik: 58 |
| 13:30 | 13:30            |                         |                         |                         | Publik: 58     | Publik: 58 |
| 13:30 | 13:30            |                         |                         |                         | Publik: 58     | Publik: 58 |

SHK Hockey vidare till regionalt förkval med 2–0 i matcher.

### Region Öst
Serien spelades som en dubbelserie i 14 omgångar. Lag 1–4 kvalificerade sig för Topp 4, lag 5–8 kvalificerade sig för fortsättningsserien. En förenings B-lag (andralag) kunde inte kvalificera sig för topp 4 utan ersattes av nästkommande A-lag i tabellen (det betydde att Almtuna ersatt AIK B). Lagen i topp 4 möts tre gånger vilket gav nio omgångar. Lag 1–2 kvalificerade sig för Damhockeyallsvenskan. Lag 3 och 4 möttes i playoff till regionalt förkval där segraren (Haninge Anchors) gick vidare till Regional förkvalsserie.
| Nr | Lag                | S  | V  | ÖV | ÖF | F  | GM | IM  | MS   | P  |
| -- | ------------------ | -- | -- | -- | -- | -- | -- | --- | ---- | -- |
| 1  | Hammarby IF        | 14 | 13 | 1  | 0  | 0  | 72 | 8   | +64  | 41 |
| 2  | Södertälje SK      | 14 | 9  | 3  | 1  | 1  | 84 | 26  | +58  | 34 |
| 3  | Haninge Anchors HC | 14 | 9  | 0  | 1  | 4  | 61 | 18  | +43  | 28 |
| 4  | AIK Ishockey (B)   | 14 | 8  | 0  | 2  | 4  | 47 | 29  | +18  | 26 |
| 5  | Almtuna IS         | 14 | 7  | 0  | 0  | 7  | 42 | 32  | +10  | 21 |
| 6  | SDE HF (B)         | 14 | 4  | 0  | 0  | 10 | 40 | 68  | −28  | 12 |
| 7  | Kallhälls IF       | 14 | 2  | 0  | 0  | 12 | 21 | 86  | −65  | 6  |
| 8  | Tullinge TP        | 14 | 0  | 0  | 0  | 14 | 7  | 107 | −100 | 0  |

| Nr | Lag                | S | V | ÖV | ÖF | F | GM | IM | MS  | P  |
| -- | ------------------ | - | - | -- | -- | - | -- | -- | --- | -- |
| 1  | Södertälje SK      | 9 | 7 | 0  | 1  | 1 | 35 | 17 | +18 | 22 |
| 2  | Hammarby IF        | 9 | 5 | 0  | 0  | 4 | 24 | 14 | +10 | 15 |
| 3  | Haninge Anchors HC | 9 | 4 | 1  | 0  | 4 | 31 | 25 | +6  | 14 |
| 4  | Almtuna IS         | 9 | 1 | 0  | 0  | 8 | 12 | 46 | −34 | 3  |

| Nr | Lag              | S | V | ÖV | ÖF | F | GM | IM | MS  | P  |
| -- | ---------------- | - | - | -- | -- | - | -- | -- | --- | -- |
| 1  | SDE HF (B)       | 8 | 7 | 1  | 0  | 0 | 49 | 16 | +33 | 23 |
| 2  | AIK Ishockey (B) | 7 | 5 | 0  | 1  | 1 | 53 | 10 | +43 | 16 |
| 3  | Tullinge TP      | 8 | 1 | 1  | 0  | 6 | 13 | 30 | −17 | 5  |
| 4  | Kallhälls IF     | 9 | 1 | 0  | 1  | 7 | 16 | 75 | −59 | 4  |

Playoff till Regionalt förkval
| 1     | 13 februari 2022 | Haninge Anchors HC      | 4–0                     | Almtuna IS              | Torvalla Ishall   |                   |
| 15:00 | 15:00            | (1–0, 3–0, 0–0) Rapport | (1–0, 3–0, 0–0) Rapport | (1–0, 3–0, 0–0) Rapport | Handen Publik: 47 | Handen Publik: 47 |
| 15:00 | 15:00            |                         |                         |                         | Handen Publik: 47 | Handen Publik: 47 |
| 15:00 | 15:00            |                         |                         |                         | Handen Publik: 47 | Handen Publik: 47 |
| 15:00 | 15:00            |                         |                         |                         | Handen Publik: 47 | Handen Publik: 47 |
| 15:00 | 15:00            |                         |                         |                         | Handen Publik: 47 | Handen Publik: 47 |
| 15:00 | 15:00            |                         |                         |                         | Handen Publik: 47 | Handen Publik: 47 |

| 2     | 15 februari 2022 | Almtuna IS              | 1–3                     | Haninge Anchors HC      | Upplands Bilforum Arena |                    |
| 19:15 | 19:15            | (0–1, 1–1, 0–1) Rapport | (0–1, 1–1, 0–1) Rapport | (0–1, 1–1, 0–1) Rapport | Uppsala Publik: 47      | Uppsala Publik: 47 |
| 19:15 | 19:15            |                         |                         |                         | Uppsala Publik: 47      | Uppsala Publik: 47 |
| 19:15 | 19:15            |                         |                         |                         | Uppsala Publik: 47      | Uppsala Publik: 47 |
| 19:15 | 19:15            |                         |                         |                         | Uppsala Publik: 47      | Uppsala Publik: 47 |
| 19:15 | 19:15            |                         |                         |                         | Uppsala Publik: 47      | Uppsala Publik: 47 |
| 19:15 | 19:15            |                         |                         |                         | Uppsala Publik: 47      | Uppsala Publik: 47 |

Haninge vidare till regionalt förkval med 2–0 i matcher.

### Region Syd
Damettan södra spelades med sju lag sedan Skövde IK dragit sig ur mitt under säsongen p.g.a. spelarbrist. Alla matcher i serien skulle avgöras, vid oavgjort förlängdes matchen tills första målet gjorts (sudden death). Om inget mål gjordes i förlängningen avgjordes matchen med straffar. De två högst placerade svenska A-lagen gick vidare till Damhockeyallsvenskan, d.v.s. Hvidovre IK och Linköpings HC:s andralag hade inte den möjligheten. De lag som inte kvalificerade sig för damallsvenskan gick vidare till vårserien. Segraren av vårserien skulle gå vidare till Regional förkvalsserie, men regeln om att B-lag inte kan flyttas upp gällde även här så Karlskrona fick platsen.
| Nr | Lag                  | S  | V  | ÖV | ÖF | F  | GM  | IM  | MS   | P  |
| -- | -------------------- | -- | -- | -- | -- | -- | --- | --- | ---- | -- |
| 1  | IF Malmö Redhawks    | 18 | 17 | 1  | 0  | 0  | 138 | 13  | +125 | 53 |
| 2  | IF Troja-Ljungby     | 17 | 10 | 0  | 2  | 5  | 50  | 22  | +28  | 32 |
| 3  | Hvidovre IK          | 15 | 9  | 1  | 0  | 5  | 51  | 35  | +16  | 29 |
| 4  | Linköping HC (B)     | 15 | 5  | 3  | 0  | 7  | 35  | 36  | −1   | 21 |
| 5  | Karlskrona HK        | 17 | 4  | 2  | 3  | 8  | 29  | 76  | −47  | 19 |
| 6  | Trollhättefallens HC | 16 | 2  | 1  | 4  | 9  | 23  | 64  | −41  | 12 |
| 7  | Hovås HC             | 16 | 1  | 1  | 0  | 14 | 30  | 110 | −80  | 5  |
| 8  | Skövde IK            | 0  | 0  | 0  | 0  | 0  | 0   | 0   | 0    | 0  |

| Nr | Lag                  | S | V | ÖV | ÖF | F | GM | IM | MS | P |
| -- | -------------------- | - | - | -- | -- | - | -- | -- | -- | - |
| 1  | Linköping HC (B)     | 3 | 3 | 0  | 0  | 0 | 13 | 4  | +9 | 9 |
| 2  | Karlskrona HK        | 3 | 2 | 0  | 0  | 1 | 9  | 7  | +2 | 6 |
| 3  | Hovås HC             | 3 | 1 | 0  | 0  | 2 | 8  | 13 | −5 | 3 |
| 4  | Trollhättefallens HC | 3 | 0 | 0  | 0  | 3 | 6  | 12 | −6 | 0 |

## Damhockeyallsvenskan
Damhockeyallsvenskan administerars av på förbundsnivå Svenska Ishockeyförbundet. Allsvenskan spelades 12–27 februari i två serier, norra och södra. Vid oavgjort match spelades förlängning till första målet gjordes. Gjordes inget mål i förlängningen avgjordes matchen med straffar. Efter färdigspelad serie gick lag 1–3 vidare till Playoff inför kval till Svenska damhockeyligan.
| Nr | Lag            | S | V | ÖV | ÖF | F | GM | IM | MS  | P  |
| -- | -------------- | - | - | -- | -- | - | -- | -- | --- | -- |
| 1  | Skellefteå AIK | 6 | 6 | 0  | 0  | 0 | 24 | 3  | +21 | 18 |
| 2  | Färjestad BK   | 6 | 4 | 0  | 0  | 2 | 9  | 9  | 0   | 12 |
| 3  | IF Björklöven  | 6 | 2 | 0  | 0  | 4 | 9  | 9  | 0   | 6  |
| 4  | Sandvikens IK  | 6 | 0 | 0  | 0  | 6 | 4  | 25 | −21 | 0  |

| Nr | Lag               | S | V | ÖV | ÖF | F | GM | IM | MS  | P  |
| -- | ----------------- | - | - | -- | -- | - | -- | -- | --- | -- |
| 1  | IF Malmö Redhawks | 6 | 5 | 0  | 1  | 0 | 21 | 7  | +14 | 16 |
| 2  | Hammarby IF       | 6 | 3 | 0  | 1  | 2 | 16 | 12 | +4  | 10 |
| 3  | Södertälje SK     | 6 | 1 | 3  | 0  | 2 | 15 | 14 | +1  | 9  |
| 4  | IF Troja-Ljungby  | 6 | 0 | 0  | 1  | 5 | 5  | 24 | −19 | 1  |

## Regional förkvalsserie
Serien spelades av ett lag vardera från Damettan södra, västra respektive östra. Högst rankat lag, Haninge, arrangerade serien. De två främsta lagen i serien blev kvalificerade för Playoff.
| Nr | Lag                | S | V | ÖV | ÖF | F | GM | IM | MS | P |
| -- | ------------------ | - | - | -- | -- | - | -- | -- | -- | - |
| 1  | SHK Hockey         | 2 | 2 | 0  | 0  | 0 | 4  | 2  | +2 | 6 |
| 2  | Haninge Anchors HC | 2 | 1 | 0  | 0  | 1 | 5  | 3  | +2 | 3 |
| 3  | Karlskrona HK      | 2 | 0 | 0  | 0  | 2 | 2  | 6  | −4 | 0 |

Tabelldata är hämtade från Svenska Ishockeyförbundet.